# Jesper Huor
Jesper Huor, född 1975 i Östberlin, är en svensk journalist och författare.

## Biografi
Huor är journalist och har bland annat arbetat för Dagens Nyheter, Svenska Dagbladet och Sveriges Radio. Han är (2021) adjunkt vid enheten för journalistik, medier och kommunikation (JMK) vid Stockholms universitet.
År 2006 gav Huor ut boken Sista resan till Phnom Penh, som skildrar Huors föräldrar i en tid med revolutionära utopier, våldsregimer och motstånd mot USA:s krig i östasien.
År 2008 sändes Huors radiodokumentär Bibliotekarien, som handlar om boktjuven på Kungliga biblioteket. Dokumentären nominerades till Ikarospriset och vann Stora Radiopriset 2009.
År 2010 gav han ut boken I väntan på talibanerna, ett reportage från krigets Afghanistan. Boken har uppmärksammats 2021 i samband med talibanernas maktövertagande i Afghanistan, där Huors berättelse från 2010 anges göra skeendena i augusti 2021 mer begripliga.
Året därpå gjorde Huor den uppmärksammade radiodokumentären Gåtan Göran Lindberg. Andra radiodokumentärer för P1 är Fallet Peter Mangs och Kulturprofilen, kvinnorna och Svenska akademien.
2016 kom han ut med boken Älskade terrorist. Boken är skriven tillsammans med Anna Sundberg, där hon i boken beskriver sin livsresa från uppväxt i ett  svenskt välbärgat villaområde till att konvertera till islam och bli jihadistfru, vilket hon senare lämnat och tagit avstånd ifrån.
Huor är också en av producenterna bakom WikiRebels - med läckan som vapen, en SVT-dokumentär som handlar om Julian Assange och WikiLeaks. Tillsammans med norske konfiktjournalisten Anders Sömme Hammer producerade Huor den undersökande dokumentären Tragedin i Mazar-e-Sherif, ett samarbete mellan SVT och NRK.
År 2020 gjorde Jesper Huor två dokumentärer för SVT – kortdokumentären Sista natten som becknare där han följer en kokainlangare i Stockholmsnatten, och Mot andra världar, det svenska rollspelsundret, för K-Special.
År 2023 gav Huor tillsammans med Anders Rydell ut Förgör de falska gudarna: Palmyra och kriget om kulturarvet som beskriver vandaliseringen av kulturskatter i Mellanöstern utförd av Islamiska Staten, men också hur organisationen får betydande inkomster genom försäljning av plundrade föremål. Boken nominerades till Guldspaden, Sveriges främsta pris inom grävande journalistik. Huor belönades också av Svenska Akademien 2023. År 2024 nominerades han till Årets stilist.

### Radiodokumentärer (urval)
- Bibliotekarien - boktjuven som sprängdes (2008)
- Gåtan Göran Lindberg (2010)
- Fallet Peter Mangs (2013)
- Kulturprofilen, kvinnorna och Akademien (2018)